# 이근욱
이근욱(1946년 5월 20일 ~ )은 대한민국의 성우이다. 1970년 DBS 성우로 데뷔하였으며, 언론통폐합으로 인해 현재는 KBS 12기로 분류된다.

## 주요 출연작품

### 애니메이션
- 삼국지 (KBS) - 동탁
- 욕심쟁이 오리아저씨 (89년 더빙판/KBS) - 덕워스
- 요술망아지 브링크 (KBS) - 아빠
- 황금로봇 골드런 (KBS) - 카넬
- 11인의 우주용사 (KBS) - 석두
- 붉은매 (SBS) - 추룡
- 몬스터 (투니버스) - 남자5
- 명탐정 코난 미공개 X파일 (투니버스) - 서석철

### 영화 / 외화
- 스파이더맨(KBS) - 이사회 인원(게리 베커)
- 스타쉽 트루퍼스(KBS) - 짐 상사 (클랜시 브라운)
- 위기의 주부들(KBS) - 알버트 골드파인(샘 로이드)
- 좋은 친구들(SBS) - 폴리 시세로 (폴 소비노)
- 와사비(SBS) - 반장(크리스티안 시니거)
- 레알(SBS) - 레알 미드리드 스탭
- 해리포터와 마법사의 돌(SBS) - 올리밴더스 (존 허트) / 필치(데이비드 브래들리)
- 해리포터와 비밀의 방(SBS) - 필치 (데이빗 브래들리)
- 패트리어트(SBS) - 찰스 콘월리스 장군 (톰 월킨슨)
- 페이첵(SBS)
- 유니버셜 솔져(SBS) - 박사
- 세상에서 가장 슬픈 유혹(SBS) - 이바 아버지
- 귀여운 여인(SBS)
- 샤베르대령(SBS)
- 세븐(SBS) - 경찰서장(R. 리 어메이)
- 올리버 트위스트(SBS) - 브라운로 (에드워드 하트윅크)
- 소비버 탈출(SBS)
- 스콜피온(KBS) - 바로 반장(피에르 베리오)
- 로마(SBS) - 포르시우스 카토 (칼 존슨)
- 매치스틱 맨(SBS) - 클라인 (브루스 알트만)
- 라스트 사무라이(SBS) - 일본군 장교(이가와 토고)
- 미치고 싶을 때(SBS) - 시벨의 아버지(데메르 고크골) / 의사(헤르만 라우세)
- 애니 기븐 선데이(SBS) - 터그
- 성룡의 CIA(SBS) - 공군 장교(프레드 반 디트마쉬) / 병원 의사(램버트 밀러)
- 포스 오브 네이처(SBS)
- 페어 게임(SBS)
- 지 아이 제인(SBS)
- 매드맥스3(SBS) - 마스터 (안젤로 로시토)
- 바이센테니얼 맨(SBS) - 의장
- 캣츠 앤 독스(SBS) - 국장(찰턴 헤스턴)
- 씨커(SBS)
- 벽혈남천(SBS) - 용남(증강) / 사령관(유순)
- 더 야드(SBS)
- 이레이저(SBS) - 제임스 해거티(패트릭 킬패트릭) / 코먼 FBI 요원(존 슬래터리)
- 글래디에이터(SBS) - 퀸투스(토머스 아라나)
- 벤허(SBS) - 사이모니
- 진실(SBS)
- 아름다운 세상을 위하여(SBS)
- U-571(SBS) - 함장(빌 팩스톤)
- 나의 아름다운 비밀(SBS)
- 여자의 용기(SBS) - 로손
- 사랑의 만화경(SBS)
- 마이 라이프(SBS)
- 카세일즈맨의 연애특강(SBS)
- 신 유성호접검(KBS) - 손장주(서금강)
- 비커밍 제인(KBS) - 오스틴 목사(제임스 크롬웰)
- 화성아이, 지구아빠(KBS) - 랩코위츠 (리처드 쉬프)
- 우뢰매3(SBS)
- 우뢰매6(SBS)
- 미스터 디즈(KBS)
- 브리짓 존스의 일기(KBS) - 마크 아버지(도날드 더글라스)
- 라디오 살인사건(KBS)
- 택시2(KBS)
- 엑시덴탈 스파이(KBS)
- 프로젝트 A(KBS) - 이초구(이해성)
- 빨간 구두(KBS)
- 갱스터 초치(KBS) - 형사(이안 로버츠)
- 리포터즈(KBS) - 카플랑
- 미트 페어런츠(KBS) - 래리(제임스 레브혼)
- 쇼타임(SBS) - 윌리엄 샤트너(본인) / 흑인의 변호사(조니 코크란)
- 인 더 베드룸(SBS) - 윌리스 그린넬 (윌리엄 와이즈)
- 시간 여행자의 아내(KBS) - 리차드 드템블 (알리스 하워드)
- 호랑이와 눈(KBS) - 운전사(도나토 카스텔라네타)
- 케이트 & 레오폴드(SBS) - 오티스 (필립 보스코)
- 브로큰 애로우(SBS)
- 화소도(SBS)
- 칠협오의(SBS)
- 샤인(KBS) - 랍비(비벌리 본)
- 닥터 T(KBS) - 빌(맷 말로이)
- 적인걸: 측천무후의 비밀(KBS) - 왕야(요로)
- 르 지탕(KBS) - 자노
- 스톰 셀(KBS) - 제임스 (마이클 아이언사이드) / 에이프릴와 션의 아버지(로저 하스켓)
- 에어 포스 원(KBS)
- 드러머(KBS) - 마회장(증강)
- 파이터(KBS) - 아버지
- 정고전가(KBS) - 진라라의 아버지(파한린)
- 슈퍼맨(KBS)
- 패닉 룸(KBS) - 스티븐 (파트릭 보쇼)
- 마니(KBS) - 러틀랜드(앨런 네이피어)
- 까미유 끌로델(KBS)
- 돈벼락 맞은 사나이(KBS) - 마티
- 브레이브 하트(KBS) - 술탄 경 외
- 죽음의 터널(KBS)
- 취권 2(SBS) - 외국인(루이스 러스)
- 라이딩 위드 보이즈(KBS)
- 귀여운 빌리(KBS)
- 동창회 대소동(KBS) - 오토만 (앨런 아킨)
- 잠망경을 올려라(KBS)
- 와호장룡(KBS) - 옥대인(이법증) / 스님(양영우)
- 아이 리멤버 에이프릴(KBS)
- 로맨싱 스톤(KBS)
- 미로(KBS) - 시몽
- 자칼(KBS) - 테렉(데이비드 헤이먼)
- 세례를 받다(KBS) - 제임스 앤드루(테드 셔켈포드)
- 데블스 오운(SBS) - 버크
- 로봇인간 칩(KBS) - 교장
- 내 사랑 컬리수(KBS)
- 재회(KBS)
- 게놈 프로젝트(KBS)
- 심플 플랜(KBS) - 칼 서장 (첼시 로스)
- 풀 몬티(KBS)
- 사랑은 방울방울(KBS) - 우가발
- 유덕화의 도망자(KBS)
- 특전대 네이비 씰(SBS) - 잠수함 함장(윌리엄 나이트)
- 캠퍼스 대소동(SBS)
- 에블린(KBS) - 장관
- 글루미 선데이(KBS)
- 청혼(KBS) - 신부(제임스 크롬웰)
- 늑대의 후예들(KBS) - 드몽강 공작(장 루프 울프)
- 크로커다일 던디3(KBS)
- 비련의 신부(KBS) - 르네 (미셸 롱스달)
- 스필버그의 어메이징 스토리(KBS)
- 007 죽느냐 사느냐(KBS) - 카낭카 (야펫 코토)
- 버추얼 웨폰(KBS) - 경영진(원부화)
- 선택받은 사람들(KBS)
- 승리의 탈출(SBS)
- 음모자(KBS) - 판사(존 컬럼)
- 스페이스 카우보이(KBS) - 거슨 (제임스 크롬웰)
- 베리 배드 씽(SBS)
- 분노의 목격자(SBS)
- 어비스(SBS)
- 미지와의 조우(KBS) - 연구 감독(J. 패트릭 맥나마라)
- 스캔들(KBS) - 키팅 (존 게츠)
- 미스언더스탠드(SBS) - 데이빗의 아버지(데이빗 퍼스)
- 엑스맨(SBS) - 유엔 사무총장(엘리아스 자로우)
- 리얼 휴먼(KBS) - 레나트 (스텐 엘프스톰)
- 터미네이터2(KBS) - 피터 실버만(얼 보엔)
- 당신이 잠든 사이에(KBS) - 옥스(피터 보일)
- 위험한 진실(KBS)
- 의문의 실종(KBS) - 상원의원 (핸스포드 로우)
- 사랑과 미움의 교차로(KBS)
- 어느 이혼녀의 고백(KBS)
- 머니 토크(SBS)
- 조조: 황제의 반란(KBS) - 복완 (예대홍)
- 벤허(KBS) - 황제 (벤 크로스)
- 빠삐용(KBS)
- 북경의 55일(SBS)
- 나 홀로 집에 3(SBS) - 택시 기사(리차드 해밀던) / 경찰(백스터 해리스)
- 도망자 2(SBS)
- 영 건2(KBS)
- 코난(KBS)
- 붉은 유혹(KBS)
- 이연걸의 보디가드(KBS) - 사령관(황금강) / 부검의(화우왕)
- 비버리 힐스 캅 2(SBS) - 태거트 (주겐 프로크노)
- 델리카트슨 사람들(KBS) - 주민(루퍼스)
- 무숙자(KBS) - 레드(레오 고든) / 보안관(피에로 룰리)
- 홀랜드 오퍼스(KBS) - 교감(윌리엄 H. 메이시)
- 파이널 디씨전(KBS) - 마브로스(J. T. 월시)
- 굿바이 뉴욕 굿모닝 내 사랑(SBS) - 이라(데이비드 페이머)
- 킥 복서(SBS) - 태국인(김표)
- 너티 프로페서 (SBS) - 셔먼의 아버지(에디 머피) / 의사 선생님(기조리)
- 아란의 사람들 (KBS) - 상어잡이(팻 멀린)
- 4차원의 포로 (SBS) - 베이츠(조 도시) / 함장(찰스 홀)
- 영웅본색 2 (SBS) - 고영배(관산)
- 대부 2 (KBS) - 제과점 주인(피터 라코트)
- 코만도(KBS) - 프랭클린 커비(제임스 올슨)
- 스트라이킹 디스턴스(KBS) - 톰의 상관(마이크 호지)
- 도학위룡 3(SBS) - 반장(양가인)
- 난파선 (KBS) - 선원(크누트 발레)
- 아라비아의 로렌스 (KBS) - 잭슨 밴틀리(아서 케네디)
- 듄(SBS) - 유에 박사(딘 스톡웰)
- 성룡의 시티헌터(SBS) - 시즈코의 아버지(오기와라 켄조) / 부선장(루이스 로스)
- 잰디의 신부(KBS) - 빌(밥 심슨)
- 썬더볼트(SBS) - 아화의 아버지(초원)

### 드라마
- 새벽 (KBS1)
- 제4공화국 (MBC) - 최예섭 준장(보안사 기획조정처장)

### 방송
- KBS 무대 10년(엄마의 햄스터) (KBS 제2라디오)